# Zsoltár
A zsoltár egyfajta verses imádság, himnusz. Eredetileg az Ószövetségben található 150 vallásos ének gyűjteménye. Pontos meghatározása: zenei kísérettel előadott dal, Isten dicsőítése hangszerekkel, amely az Ő jelenlétébe való bejutást eredményezi. Zsoltárokat énekelhetnek pengetős hangszerek, cintányér, dob, sófár és természetesen más hangszerek segítségével is. A Bibliában Dávid zsidó király, Mózes, Kóráh fiai (Etám, Hémán), Salamon zsidó király és Asákh is írt zsoltárokat.
A zsinagógákban énekelt zsoltárok előadásmódjából alakult ki a keresztény éneklés. A keresztény énekek mindig az olvasmányokhoz kötődtek, később antifóna társult hozzájuk. A római katolikus egyházban és a protestáns liturgiában a zsoltárok kísérték a misét, istentiszteletet. A protestáns istentiszteleti zene a zsoltárok dallammal éneklésén alapul. A zsoltárok minden versszakát ugyanarra a dallamra éneklik. A 15. század óta léteznek többszólamú zsoltárkompozíciók.

## A szó eredete
A név a görög pszaltér szóból ered, amely énekes dalt, de citeraszerű zeneeszközt is jelent, ugyanez latinul psalmus.

## Tartalmi felosztás
Tartalmuknál fogva megkülönböztethetők:
- dicsérő és hálaadó zsoltárok
- nemzeti zsoltárok
- sioniai és templomi zsoltárok
- messiási vagy királyi zsoltárok
- panaszkodó zsoltárok
- tanító zsoltárok.

## Azókorban
A zsoltárok gyűjteménye lassan, hosszú idő lefolyása alatt keletkezett és csak a Makkabeusok korszaka után s ezen korszakban is számos énekkel szaporodva záródott be.
A zsoltárokat a keresztény egyház is felhasználta egyházi énekekhez. Az ótestamentomi zsoltárok különösen kedves énekeivé lettek a református egyházaknak. Béza Tódor és Marot Kelemen francia református hittudósok a 16. században versekbe szedve lefordították a zsoltárokat; a Szent Bertalan-éjt követően Lyonban meggyilkolt Claude Goudimel pedig dallamokat szerzett hozzájuk. A magyar zsoltárfordítások Szenczi Molnár Albertnek köszönhetőek.

## Előfordulásuk a Bibliában
Zsoltárokkal több helyen találkozhatunk. Ezek közül a legismertebb az Ótestamentumban található A zsoltárok könyve. Összesen 150 különböző jellegű himnuszból és versből áll, amelyek között hálaadó –, panasz -,átokzsoltárokat és dicsérő zsoltárokat találhatunk.
A zsoltárok könyvének különlegességét az adja, hogy a lélek életéről és megnyilatkozásairól szól. A Kr. e. 10. században már keletkezett olyan irat, amit összefoglaltak és az 5. században készült el, és nyerte el a végső formáját. Az az érdekessége, hogy az Istent kereső ember különböző megnyilatkozásai szólalnak meg belőle. És például a panaszkodásnak, átkozódásnak szava is kitör az emberből és a zsoltárok könyvének 60 zsoltára is ezzel foglalkozik. Nézzünk bele a lélek működésébe, hogy születik a panasz! Minden történésből ügye lesz az embernek, és ha a történések az egzisztenciát és a lelket mutatják, bántják, sértik, sebet okoznak, kétségbe ejtik, az életlehetőséget korlátozzák, ebből mindből születik a lélekben valami kényszerű gondolat. Fájdalomé, kétségé, és ennek ki kell törnie. Ennek a kitörése az a szó, amiben az ember az Istent keresi, és ebben az istenkeresésben a lélek feltárja magát Isten előtt tökéletes mélységéig.

## Dávid-zsoltárok
Különlegessége a zsoltároknak, hogy Dávid több mint 70 zsoltárnak szerzőjeként az Istennel való beszélgetésnek olyan példáját adja, amihez nincs hasonlítható az egész világban. Mer beszélni mindarról, ami az ő titka, mer beszélni arról, ami lélekben születik, ami az emberek előtt rejtve marad. És ő kimondja egyetlenegy személynek, az Istennek olyan őszinteséggel és mélységgel, hogy minden embernek szüksége lenne elolvasnia a Dávid-zsoltárokat, abból a megfontolásból hogy miképp szabadulhat meg a lélek a maga terheitől.

„Kiálts hozzám, én meghallgatlak és megszabadítalak téged és te majd dicsőítesz engem”

– Isten

Az isten az embert békességre, az életterében való boldogságra és a vele való közösségre teremtette. A bűneset folytán azonban a békesség tönkrement, helyette háborússág lett, az ember-ember szeretet, az a gyilkosságig jutott el, Isten tisztelete pedig tökéletesen megsemmisült. Ezért történik, hogy az Istennek újra és újra meg kell látogatnia az embert, és prófétákon keresztül adott kijelentést önmagáról, és amikor azt mondja, hogy a nyomorúság idején kiálts hozzám, arról a készségről beszél, hogy isten az emberről nem mondott le és a békesség helyreállítása az az ő akarata, az istennel való közösségben élés pedig az ő terve. Az történik, hogy jól ismeri minden embernek a történetét, mert minden lélek az övé.

„Mert a gonosznak szája és az álnokságnak szája felnyilt ellenem,
hazug nyelvvel beszélnek én velem. És körülvesznek engem gyűlölséges beszédekkel, és ostromolnak engem ok nélkül. Szeretetemért ellenkeznek velem, én pedig imádkozom.
Rosszal fizetnek nékem a jóért, és gyűlölséggel az én szeretetemért.”

– Dávid

Olyan emberek veszik körül akikről úgy beszél, hogy nem az áldásnak, hanem az átoknak, nem az istenhitnek, hanem az istenhit nélküli szeretetlenség emberei. Van miért panaszkodnia.
Dávid isten szíve szerint választott embert. Nyilvánvaló, hogy kiáltani fog istenéhez és kitárja előtte a szívét. Az igazságtalanságot, a gyűlöletet, a hazugságot, az álnokságot és a gonoszság aljasságát el nem szenvedheti. És mert fölébe akarnak kerülni, ahhoz szól, ahhoz kiállt, aki mindeneknek ura, így istennek kiállt. És elmondja nekik, hogy ezek az emberek nem szeretik az áldást, az átkot szeretik felölteni magukra, mint egy ruhát. A gonoszságot szeretik, ezért ő elégtételt kíván az istentől. Elmondja, hogy ezért hogy büntettessék meg minden olyan száj ami hazugságot beszél, minden olyan lélek, ami gonoszságot tervez és végre akarja azt hajtani. Minden embernek meg kell tudnia és meg kell tanulni, hogy van ura a léleknek és van ura az életnek. Meghallja isten a kiáltást és elégtételt is ad. Minden ember a saját életében tapasztalja a lélek működését. Felháborodik, ha valami igazságtalanság történik ellene, ha valami gonoszságot mondanak róla, ha az életlehetőségeit beszűkítik, ha anyagi vonatkozásban kárt szenved. Ezért a lélek haragra gerjed és bosszúért kiált. A vágya hogy az igazság mindenek felett uralkodjon, és akit valami kellemetlen dolog ér és a lélek sérül tőle, az igazságért szól. Az igazság pedig az istennél van
Ezért mondja el, hogy uram könyörülj rajtam, verd meg az én ellenségeimet, irtsd ki őket, az álnok szájat veszítsd el, a nyelvet, amelyik beszélt ellenem, tépd ki, hogy elnémuljon. Az ember haragja az igen-igen komoly isteni ítéletet kíván. A sérelem nagy, az elégtételnek is nagynak kell lennie. Az átokzsoltárokban, amikor megfogalmazódik a bűnös elleni istenítélet kérése, nincs bocsánat. Nincs bocsánatra való készség, hiszen ami megtörtént, nem lehet róla úgy beszélni, mintha nem történt volna meg. Ami pedig megtörtént, és bűnös és nyilvánvalóan ártó, azért a léleknek szüksége van arra, hogy elégtételt kapjon. A gonosz, hazug nyelv minden bűne a másik lelkében sebbé lesz, aztán indulattá lesz, aztán keserűséggé, a végén kiáltássá. Ha ember embernek mondja el a panaszát, ott annyi minden történhet csupán, hogy felháborítja egyik a másikat, a maga pártjára állítja egyik a másikat és emiatt a felháborodás miatt a panasz nem szűnik meg, hanem gerjed. Isten valamilyen féket épített be az ember lelkébe amikor azt mondja, hogy hozzám kiálts a nyomorúságod idején. Az isten ezt olyan komolyan veszi, hogy a bűn büntetése halál. Isten ezt végre is hajtja, csak nem úgy, ahogy az emberek vinnék ezt véghez. Viszont azt is mondja isten, hogy ha a bűnös megtér, akkor büntetését semmisnek nyilvánítja.
„Boldog ember az, akinek az Úr bűnt nem tulajdonít.”
„Azt mondtam: „Bevallom hamisságomat az Úrnak, - és Te elvetted rólam bűneimnek terhét. Azért hozzád fohászkodjék minden kegyes, alkalmas időben.”
Amikor valaki ellen gonoszságot követnek el, és annak a szívében megszületik a bosszú gondolata, immár nem önmaga igazán. Társul a lélek a történést előhozó provokáló lélekkel.
Az embernek a másik ember hazugsága, gonoszsága átragad az ő lelkére. Isten azt mondja, nem akarom a bűnös ember halálát, meg akarja téríteni.
A bűnbánat a legvakmerőbb dolog a világon, kimondja lélek titkát, a legbelső ítéleteinket, holott, kimondja, hogy egyedül ő ítélhet. Így történik, hogy az átokzsoltárok a panaszkodással kezdődnek és bocsánatkéréssel fejeződnek be.

## Előfordulásuk egyéb helyeken

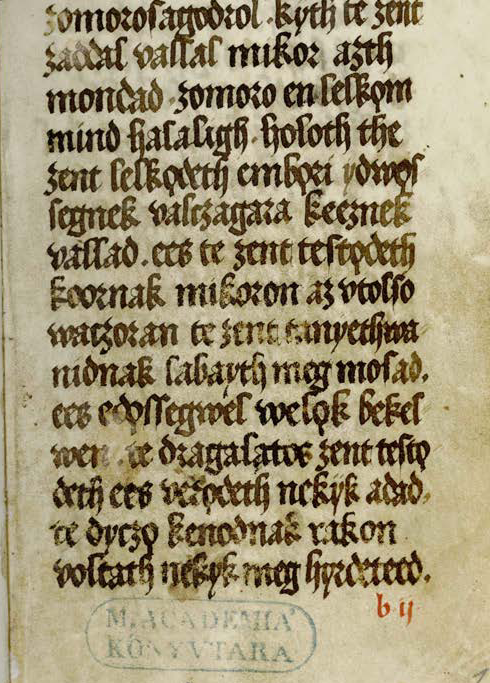
A Czech-kódex első oldala

A Zsoltárok könyve a legősibb és legfontosabb forrásunk, de sok olyan zsoltár létezik még, ami kevésbé ismert.
Ugyancsak régen íródott zsoltárokat tartalmazó mű a Czech-kódex, ami egyike a legdíszesebb kódexeinknek, színes ékítményekkel. 1513-ban íródott ez a magyar nyelvemlék, mely Kinizsi Pálné imádságos könyve volt. Imádságok, zsoltárok vannak benne, azonkívül litánia és Szt. Bernát himnusza.
A XVII. sz.-ban íródott „Gyöngyösi toldalék nyelvemlék”, ami ugyancsak fontos magyar zsoltárokat tartalmaz az 1630-as évekből.
Balassi Bálint nemcsak katonaverseket és szerelmes verseket írt, hanem zsoltáríró is volt. Fontosabb zsoltárjai az 50. zsoltár és a Kiben bűne bocsánatáért könyörgett akkor, hogy házasodni szándékozott című zsoltár. Német Ferenc a tokaji várkapitány, is írt zsoltárokat, valamint még Babits Mihály (Zsoltár férfihangra, Zsoltár gyermekhangra), Ady Endre (Az éj zsoltára, Szűz Máriához írt Ady zsoltárok), József Attila (Csöndes estéli zsoltár), Weöres Sándor (Zsoltár), Ladik Katalin (Zsoltár I-II), Samu Margit (Karácsonyi zsoltár), Orbán Ottó (Zsoltár), Csoóri Sándor (Utolsó zsoltár), Füst Milán (Zsoltár), Sarudy Ottó (férfikarra írt Sarudy zsoltárok).